# Puente Tasman
El puente Tasman (Tasman Bridge en inglés), que atraviesa la desembocadura del río Derwent. Garantiza la mayor parte del tráfico entre el centro, la orilla occidental y la orilla oriental dónde se encuentran el Aeropuerto Internacional de Hobart y el estadio Bellerive Oval.
Dispone de cinco carriles de circulación y de dos avenidas peatonales pero no tiene carril reservado a los ciclistas. No obstante, las escaleras de los caminos peatonales fueron sustituidas recientemente por cuestas.
El puente Tasman es la salida de la ciudad del primer tramo de la autovía Tasman Highway en dirección noreste hacia los suburbios de Hobart y hacia la ciudad de Launceston en la costa noreste.

## Historia
El primer puente para cruzar el río Derwent a Hobart fue un puente levadizo. Pero, en los años cincuenta, con el desarrollo de la orilla oriental, se decidió construir un puente más amplio: el antiguo puente debía hacer frente a dificultades crecientes de gestión del aumento de tráfico y el hecho de deber levantar constantemente el puente para dejar paso los buques eran sus principales inconvenientes.
La construcción comenzó en mayo de 1960 y se abrió el puente a la circulación (2 carriles solamente) el 18 de agosto de 1964. El puente se acabó con sus cuatro carriles el 23 de diciembre de 1964. Se abrió oficialmente el 18 de marzo de 1965 por SAR el Príncipe Ricardo de Gloucester.
En punta, la construcción del puente requirió el empleo a más de 400 personas.
El 5 de enero de 1975, el granelero Lake Illawarra percutió los pilares del puente dañándolos. Llevaba un cargamento de 10,000 toneladas concentrado de cinc para la compañía "Electrolytic Zinc Company".

## Galería de imágenes

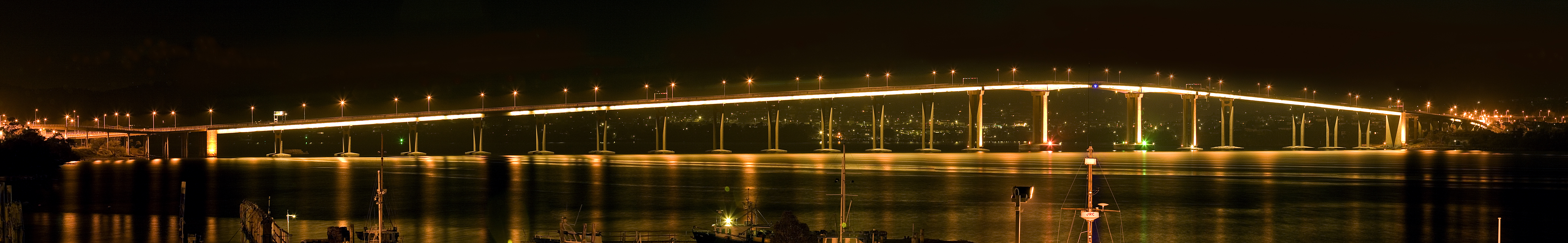
El puente Tasman Bridge por la noche.

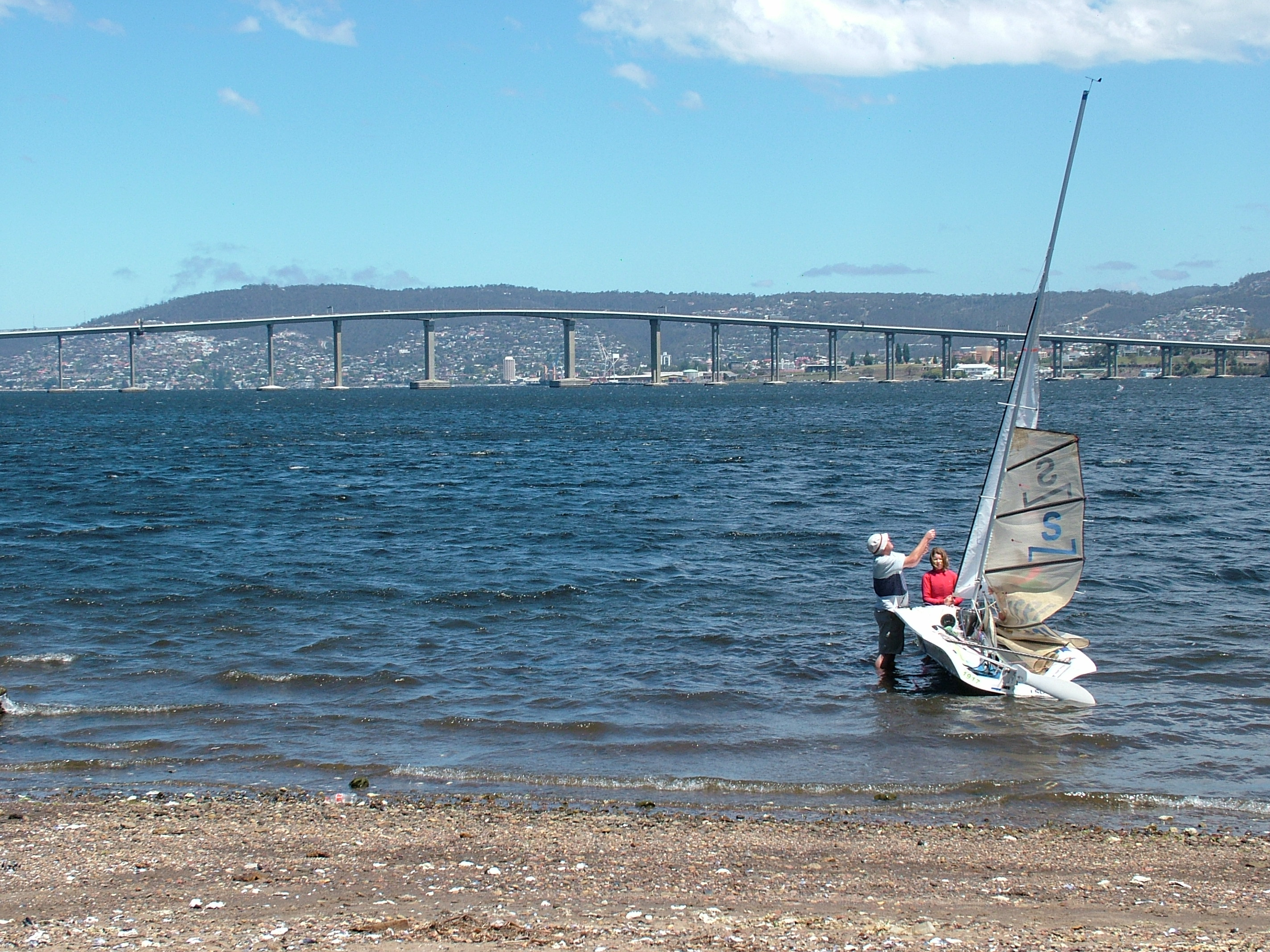
El puente y la ciudad
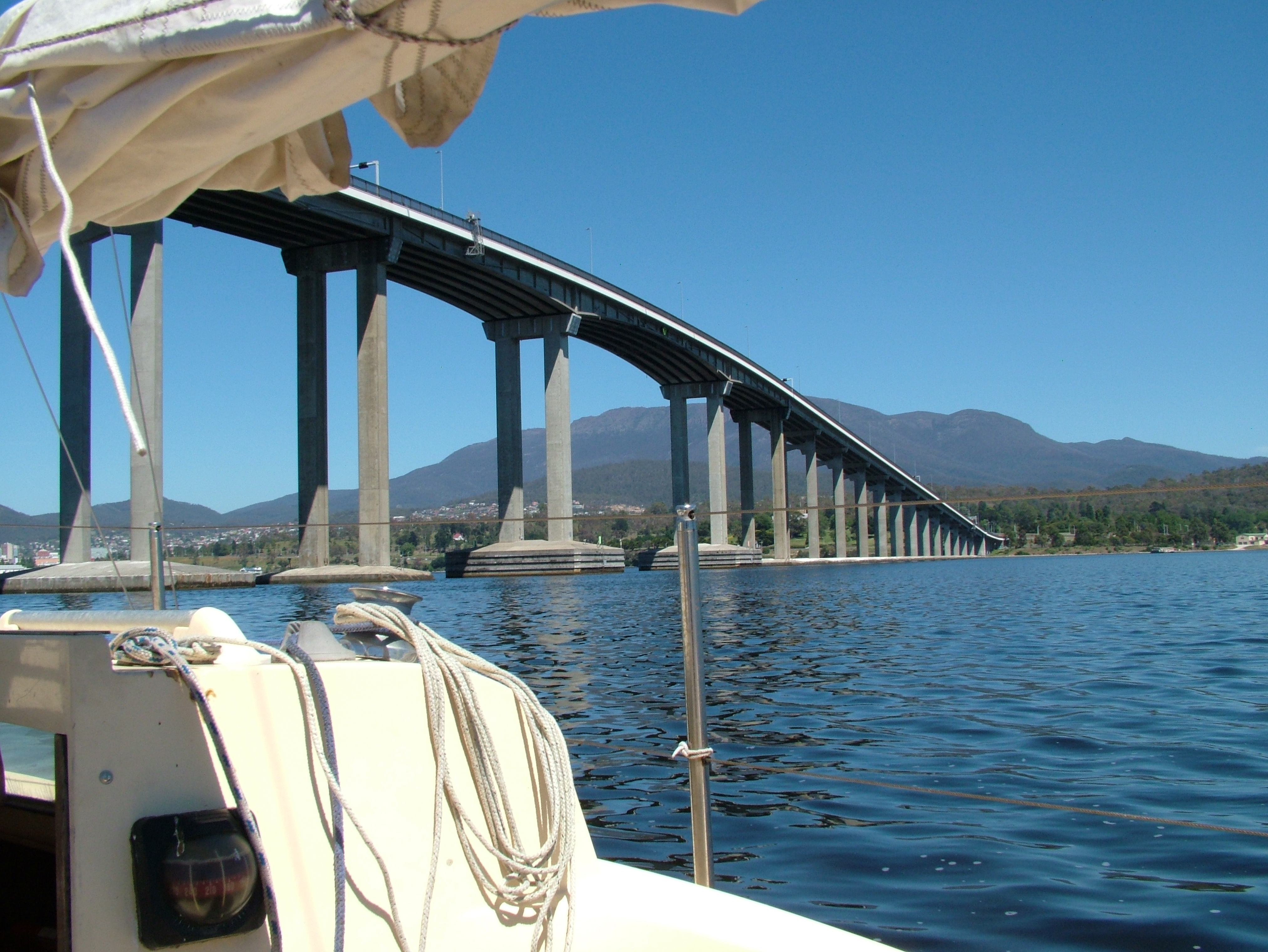
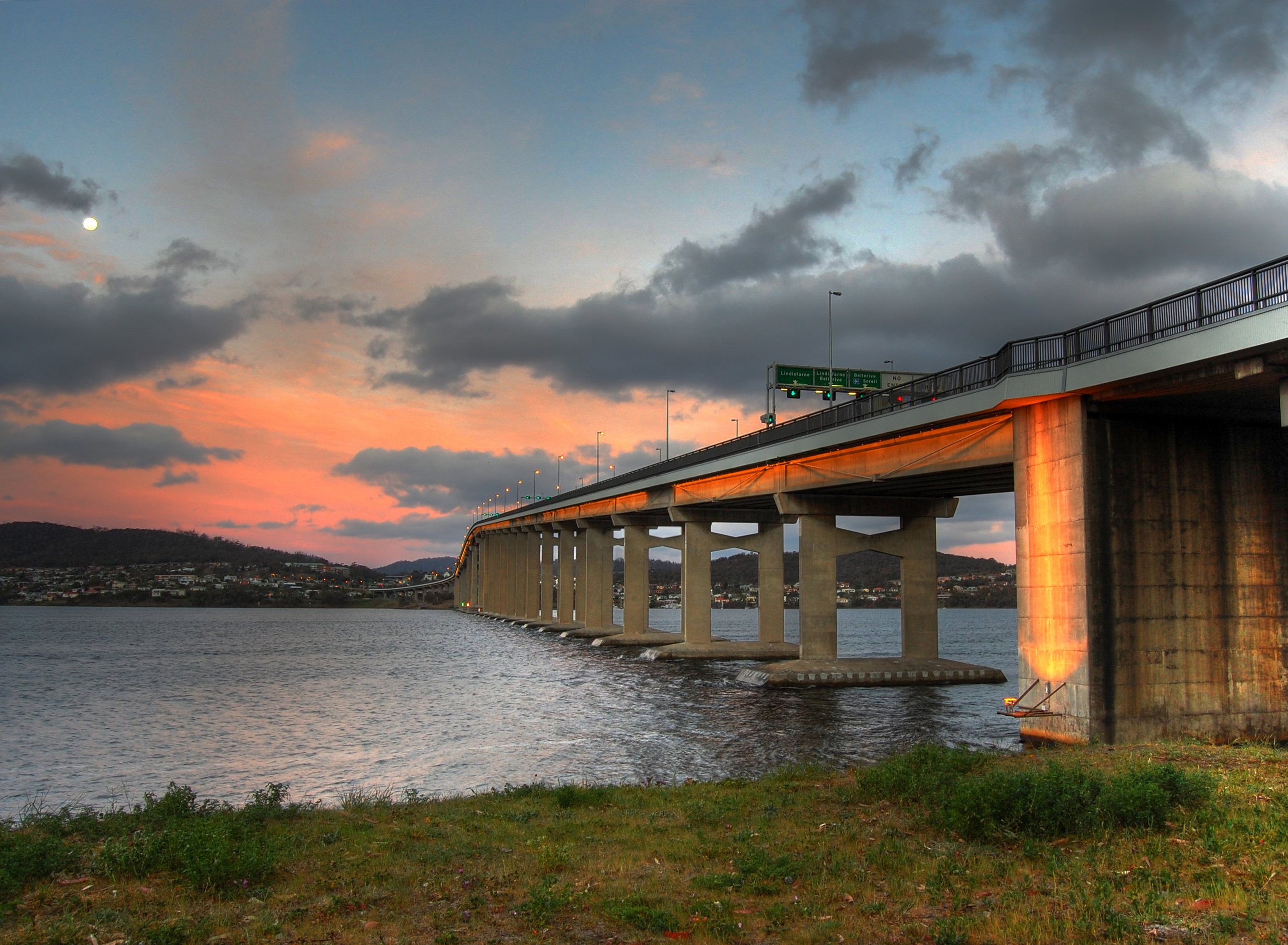
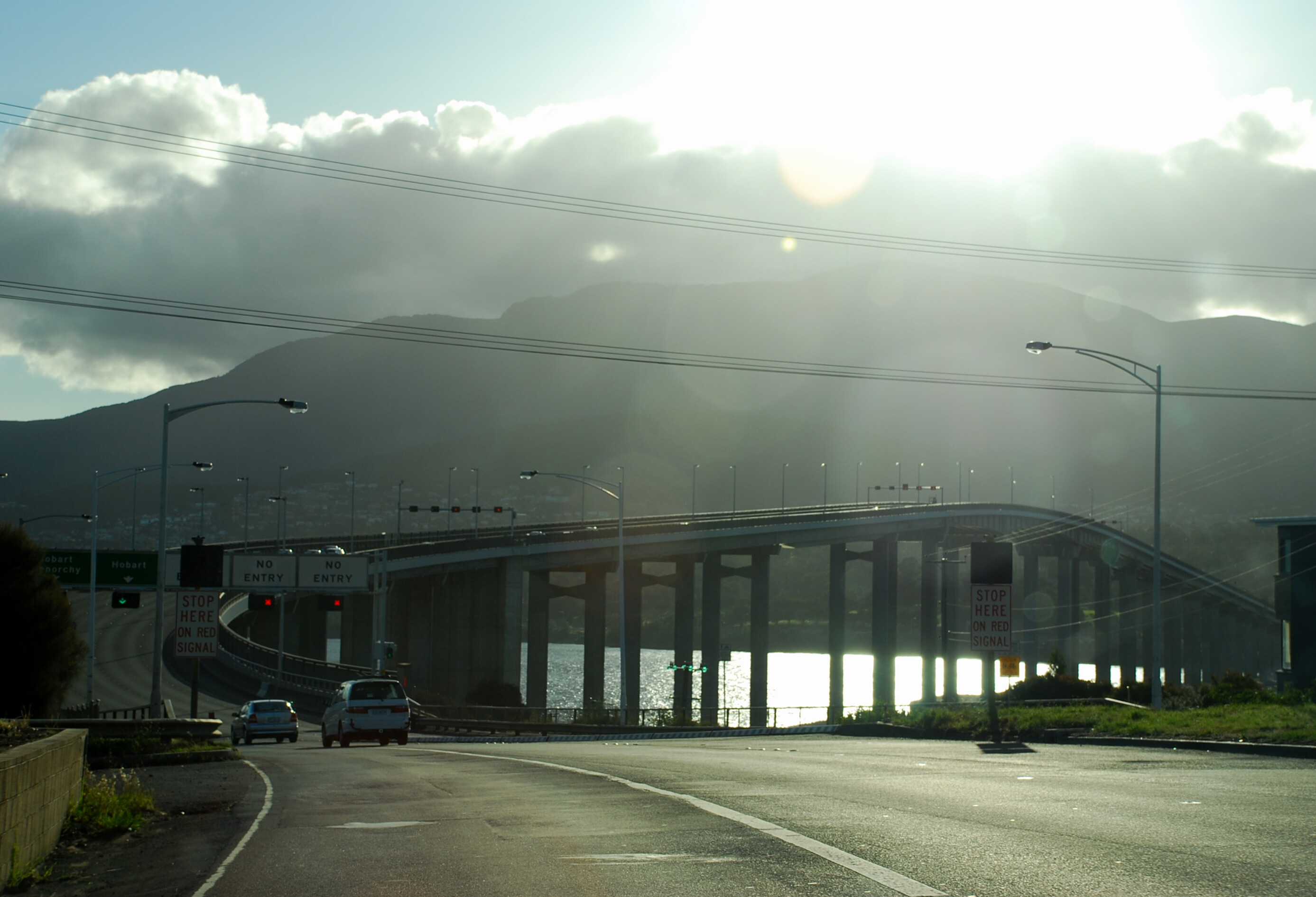